# Носков, Лев Александрович
Лев Алекса́ндрович Носко́в (12 мая 1903 — 13 июля 1972) — советский архитектор, инженер-мостостроитель и педагог. Один из крупнейших специалистов по проектированию и строительству мостов.
В 1928 году окончил Ленинградский институт гражданских инженеров. В 1936 году вступил в Союз архитекторов СССР.
Построил и перестроил ряд мостов в Ленинграде, по оценке исследователей участвовал в проектировании около десяти процентов от общего количества городских мостов.
Имя Льва Александровича называется специалистами значимым в ряду таких мостостроителей как Георгий Передерий, Б. Д. Васильев, Ольга Бугаева, Владимир Демченко, архитектор Константин Дмитриев.

## Работы
- 1936—1938 — мост Лейтенанта Шмидта[5];
- 1939 — Обуховский мост[5];
- 1939 — Дворцовый мост (создание художественной решётки);
- 1946—1948 — Кокушкин мост[5];
- 1949 — Семёновский мост[5];
- 1949—1951 — Большой Крестовский мост (с П. В. Андреевским)[5][2];
- 1955—1958 — мост Свободы[5];
- 1957 — Вознесенский мост; второй ярус набережной Лейтенанта Шмидта, между 12-й и 21-й линиями (с Б. Б. Левиным и А. Д. Гутцайтом)[6];
- 1957—1960 — мост Строителей[5];
- 1959—1960 — Краснофлотский мост;
- 1960 — Комаровский мост[5];
- 1960—1961 — Боровой мост;
- 1959—1961 — Смоленский мост;
- 1961—1963 — Мало-Крестовский мост (с Ю. Л. Юрковым)[5][2];
- 1962 — Мост Красного Курсанта;
- 1962—1963 — Предтеченский мост;
- 1962—1963 — Бумажный мост[5];
- 1961—1964 — Монастырский мост[5];
- 1962—1964 — 2-й Зимний мост[5];
- 1962—1964 — Банный мост (с Ю. Л. Юрковым)[2];
- 1962—1965 — Тучков мост[5];
- 1963—1965 — Казачий мост[5];
- 1965 — Геслеровский мост;
- 1965 — Алмазный мост[7];
- 1965—1967 — Храповицкий мост[5];
- 1965—1967 — Ново-Московский мост[5];
- 1966—1967 — 2-й Садовый мост;
- 1967 — мост Гриневицкого;
- 1967 — Петропавловский мост;
- 1967—1978 — Реконструкция набережной Робеспьера (в коллективе авторов)[6];
- 1970 — Подьяческий мост;
- 1970—1972 — 1-й Лаврский мост[5];
- 1971—1973 — Фонарный мост;
- 1971—1975 — Гренадерский мост[5];
- 1974—1975 — Аптекарский мост;
- 1969—1970 — Ново-Каменный мост[5];